# Plaquemine (Louisiane)
Plaquemine est une ville du Sud de l'État de la Louisiane. Elle est le siège de la paroisse d'Iberville.

## Géographie
La ville de Plaquemine est située à la confluence du Bayou Plaquemine Brûlé et du fleuve Mississippi. Les écluses situées sur le territoire de Plaquemine (Plaquemine Locks) permettent la navigation entre le fleuve Mississippi et le bayou Plaquemine Brûlé qui devient une section du grand canal du Gulf Intracoastal Waterway.

## Histoire
Les premiers habitants de la région étaient les Amérindiens de la Nation Chitimacha. Au XVIIe siècle, l'explorateur français Pierre LeMoyne d'Iberville arpenta cette région de la Louisiane française, lors de la colonisation française de l'Amérique au nom du roi de France, Louis XIV.
Les colons français donnèrent le nom de Plaquemine en raison de l'arbre fruitier qui pousse à cet endroit et que les Amérindiens nomment en langue algonquin piakimina (1682, Lett. de M. de La Sale) désignant le plaqueminier de Virginie (Diospyros virginiana) en Amérique du Nord dont le fruit est également connu sous le terme japonais de kaki.

## Liens externes

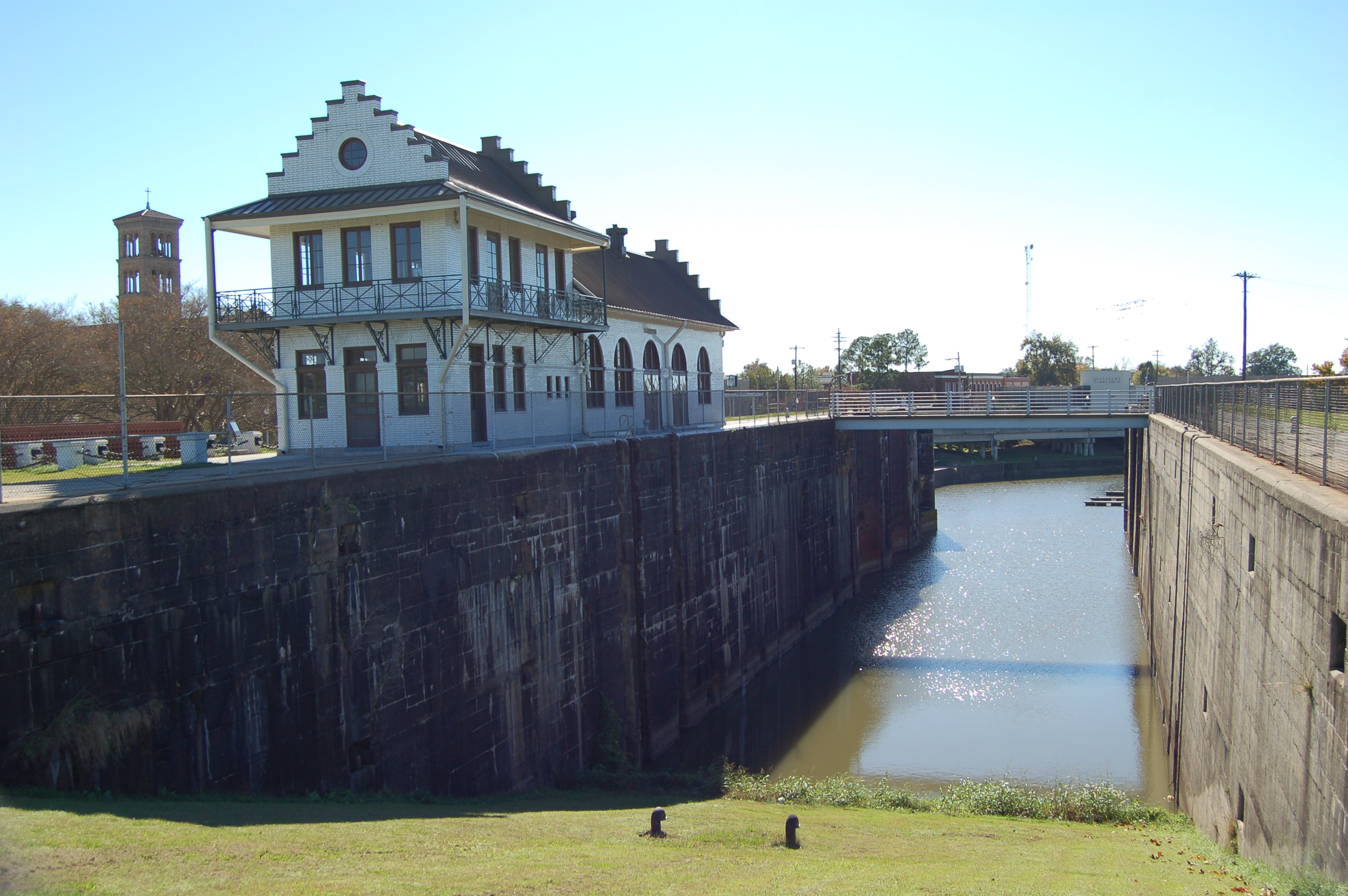
Écluse Plaquemine à la jonction du fleuve Mississippi et du bayou Plaquemine Brûlé.

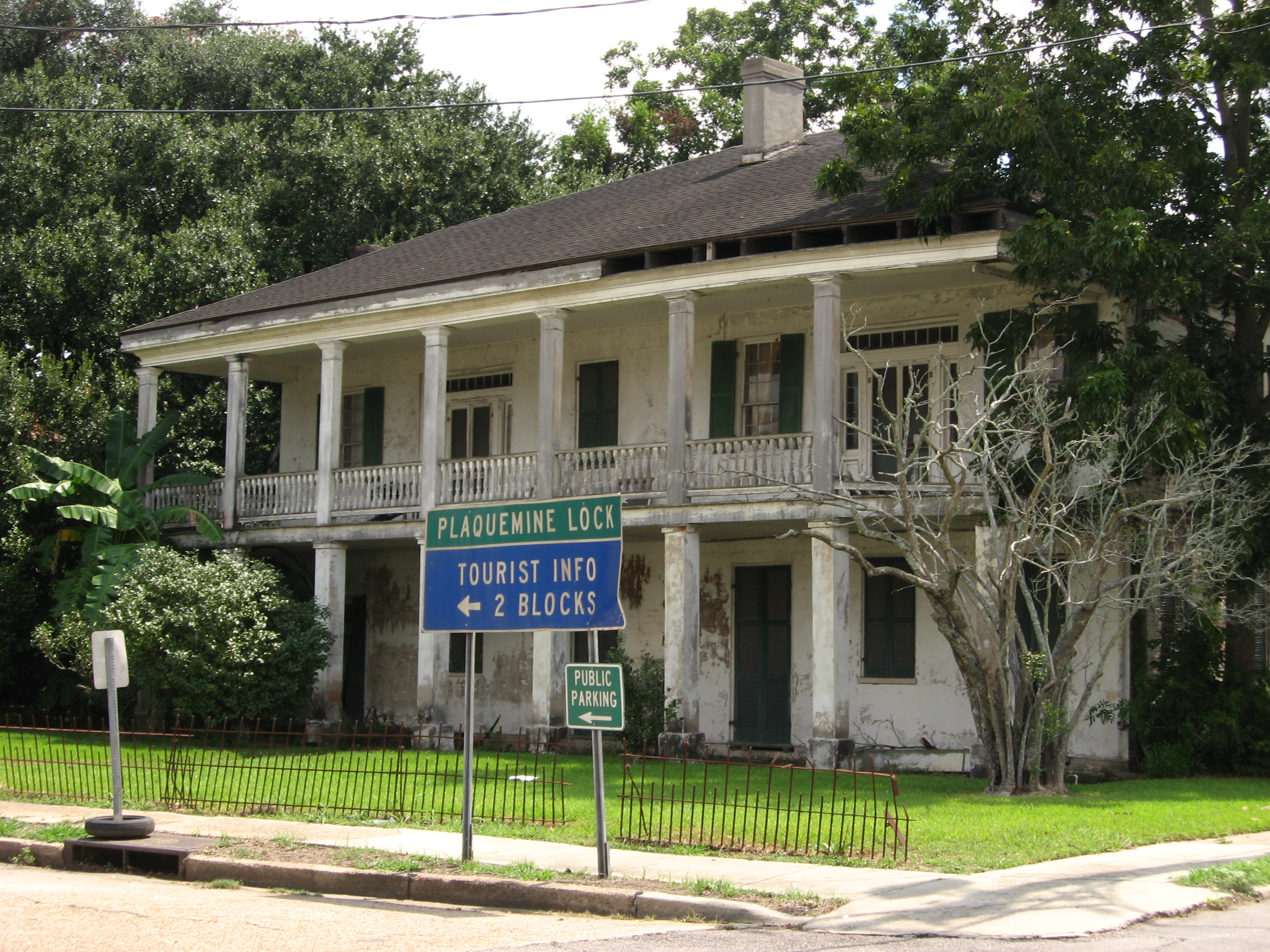
Ancienne demeure louisianaise à Plaquemine.